# 伊藤武 (経済学者)
伊藤武（いとう たけし、1934年3月5日-2020年7月5日 ）は、日本の経済学者、大阪経済大学名誉教授。

## 略歴
宮城県仙台市生まれ。宮城県仙台第二高等学校卒、1957年東北大学経済学部卒、63年同大学院経済学研究科博士課程中退、84年「マルクス信用論の解明」で経済学博士。1963年大阪府立商工経済研究所所員、1968年大阪経済大学講師となり、72年助教授、81年教授。87-89年経済学部長を務め、2004年定年、名誉教授となる。

## 著書
- 『金融の基礎理論』法律文化社 1971
- 『マルクス信用論の解明』法律文化社(大阪経済大学研究叢書 1982
- 『マルクス再生産論研究 均衡論批判』大月書店(大阪経済大学研究叢書　2001
- 『マルクス再生産論と信用理論』大月書店(大阪経済大学研究叢書 2008

編著
- 『貨幣と銀行の理論』編著,鶴野昌孝,前畑雪彦著 八千代出版 1995